# Liste de devises militaires françaises
Cet article concerne les devises militaires contemporaines. Pour les devises militaires plus anciennes, voir Liste d'anciennes devises militaires françaises.
Une devise est une phrase courte ou un aphorisme choisi par une organisation sociale. Elle est un des moyens de communication interne ou externe de cet organisme.

## Armée de terre

### Centre de préparation des forces
- Centre d'entraînement aux actions en zone urbaine (CENZUB) :
  - compagnie (unité) de commandement et de soutien : Semper fidelis (Toujours fidèles)
  - 1re Compagnie de Force Adverse (FORAD) : Scandit Fatalis Machina Muros (La machine fatale franchit les murs)

### Aviation légère de l'Armée de terre(ALAT)
- 1er régiment d'hélicoptères de combat : Primus primorum (Les meilleurs des premiers)
- 2e regiment d'hélicoptères de combat :  Erunt aquilae (Les aigles y seront)
- 3e régiment d'hélicoptères de combat : Semper ad alta (Toujours en haut)
- 4e régiment d'hélicoptères de commandement et de manœuvre : Te ipsum vincere (C'est toi-même qu'il faut vaincre)
- 4e escadrille spéciale : Ils ne respectent rien (non officiel)
- 5e régiment d'hélicoptères de combat : L'arme qui unit les armes
- 6e régiment d'hélicoptères de combat : Sur terre comme au ciel
- Groupement aéromobilité de la section technique de l'Armée de terre : Sapiens nihil affirmat quod non probet (Le sage n'affirme rien qu'il ne puisse prouver)
- Groupe d'aviation légère de la 1re division : Plus est en nous
- 4e régiment d'hélicoptères des forces spéciales : Nulle part sans nous
- Détachement Avions de l'Armée de Terre : Servir tout temps

### Artillerie: "Ultima ratio regum" ("Le dernier argument des rois")

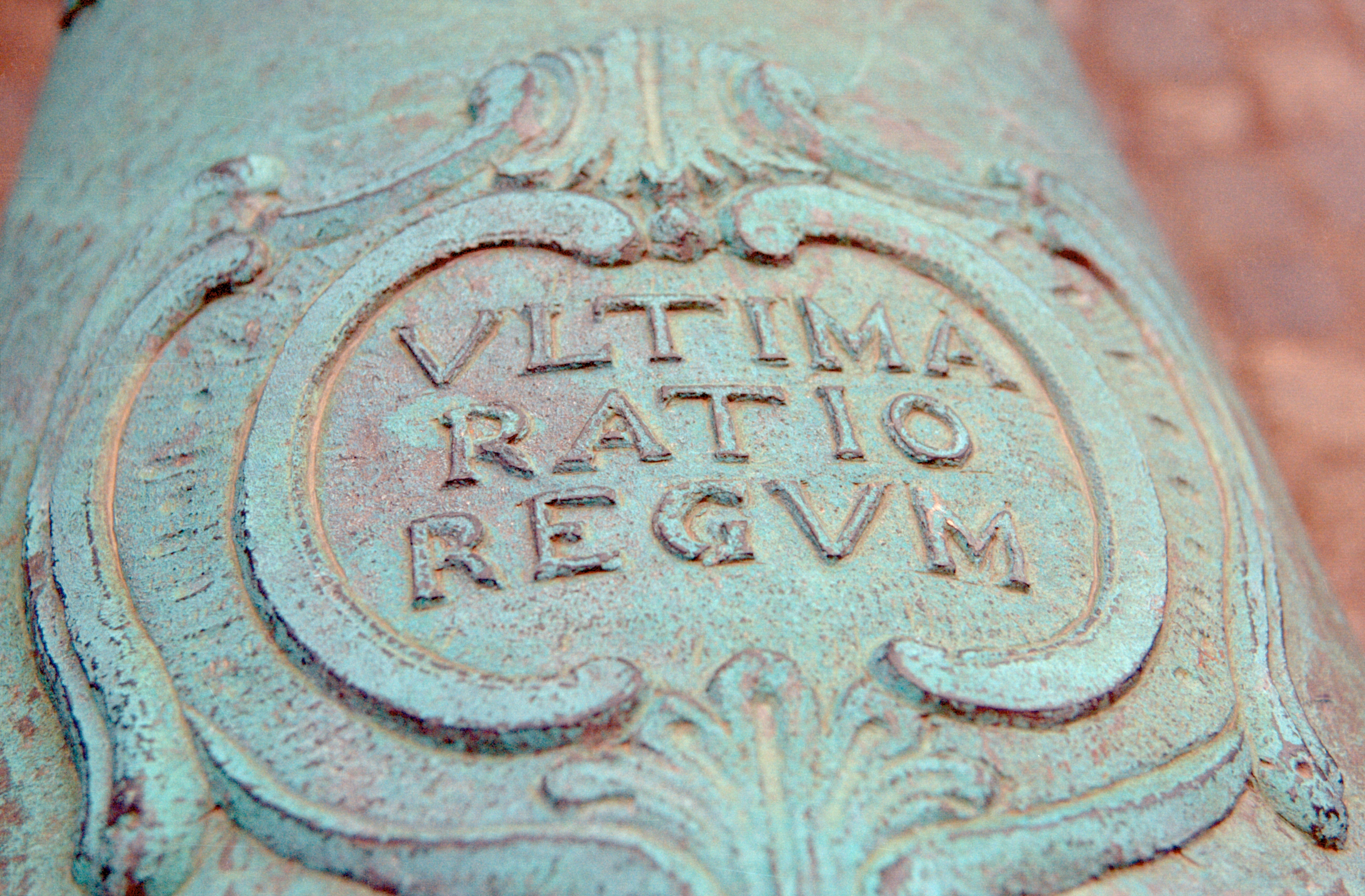
Ultima ratio regum gravé sur un canon de Louis XIV, "le dernier argument des rois"

- 1er régiment d'artillerie (Royal artillerie) : 1) Royal d'abord, Premier toujours 2) Decent jovis fulmina prolem (Les foudres de Jupiter protègent nos enfants)
  - 1er batterie : Debellare superbos, Parcere subjectis (Vaincre les puissants, épargner les vaincus)
  - 4e batterie (depuis 1998) : Unum sint (Qu'ils soient un)
  - 18e batterie : Plutôt mourir
- 2e régiment d'artillerie : Le second de personne
  - 11e batterie d’instruction : Studere
- 3e régiment d'artillerie : A la Sainte Barbe, vive la bombarde
  - batterie de soutien et tir nucléaire : Fulmen adveho (La foudre vient)
- 4e régiment d'artillerie : Ultima ratio regum
- 5e régiment d'artillerie de campagne aéroporté : Jusqu’à la mort
- 6e régiment d'artillerie : A la Sainte Barbe Vive la Rhubarbe
- 7e régiment d'artillerie : Fors l'honneur, nul souci
- 8e régiment d'artillerie (Austerlitz) : Alter post fulmina terror (L'autre terreur après la foudre, devise employée par Monsieur[1])
- 10e régiment d'artillerie : Prêt
  - 10e B.D. Anti-chars du 10e régiment d'artillerie : Halte !
- 10e régiment d'artillerie antiaérienne : Kentoc'h Mervel (Plutôt mourir)
- 12e régiment d'artillerie : Mordant et manœuvrier
  - 2e batterie : À cœur vaillant, rien d'impossible
  - 5e batterie du 12e régiment d'artillerie : Faire face toujours (identique à celle du 10e bataillon de chasseurs à pied)
- 15e régiment d'artillerie : Crains Dieu et mes foudres
- 17e groupe d'artillerie : Vindiove robur (Je sais où je vais)
- 18e régiment d'artillerie : Plutôt mourir
- 19e régiment d'artillerie : Irréprochable et joyeux
- 24e régiment d'artillerie : Tout pour l'infanterie
- 28e groupe géographique : Quand même
- 33e régiment d'artillerie : Rectitudine robur
- 35e régiment d'artillerie : Mourir en chantant
- 35e régiment d'artillerie parachutiste : Droit devant
  - 3e batterie : Sans détour
  - 4e batterie : Frappe au ciel, puis, loin et fort
  - batterie de base et d'instruction : Forger pour demain
  - batterie des opérations : Toujours en avant
- 39e régiment d'artillerie : Semper paratus (Toujours prêt)
- 40e régiment d'artillerie : Sursum Corda (Élevons notre cœur)
- 51e régiment d'artillerie : Age quod agis (Fais ce que tu fais)
  - 10e B.D. anti chars : Je contre
- 53e régiment d'artillerie : A moi Auvergne
- 54e régiment d'artillerie : Croire, oser, agir
- 55e régiment d'artillerie : Oncques ne faillis
- 57e régiment d'artillerie : Tocos y se gausos (identique à celle du 59e régiment d'infanterie de ligne)
- 58e régiment d'artillerie : Sans peur
  - 1re batterie : Quo non ascendet (Jusqu'où montera-t-il)
- 60e régiment d’artillerie (60e R.A.R.F) : On ne passe pas
- 61e régiment d'artillerie : 61e En avant
- 68e régiment d'artillerie : De l'audace toujours
  - 1re batterie : Croire et lutter pour vaincre
  - 2e batterie : Croche et tient
  - 3e batterie : Bec et ongles
  - 4e batterie : Force le sort !
  - 5e batterie : Servir sans compter
  - Batterie de commandement et de logistique : La gloire par la difficulté
  - Batterie d'administration et de soutien :
- 74e régiment d'artillerie : Noblesse oblige, volant autant
- 99e régiment d'artillerie : Premier avançant
- 112e régiment d'artillerie lourde hippomobile : Fortitudo mea civium fides (Ma force me vient de citoyens fidèles)
- 113e régiment d’artillerie lourde hippomobile (113e R.A.L.H) : Col nem
- 151e régiment d'artillerie de Position (151e R.A.P) : Fais ce que doit
- 152e régiment d'artillerie de Position : Prêt
- 154e régiment d'artillerie de Position : Age quod agis
- 160e régiment d'artillerie de Position (160e R.A.P) : Présent
- 167e régiment d'artillerie lourde de position (167e R.A.L.P) : Venez me cueillir
- 229e régiment d'artillerie lourde (229e R.A.L.D) : Cogne dur
- 288e régiment d'artillerie lourde (288e R.A.L.D) : Debout
- 311e régiment d'artillerie portée : De notre mieux
- 372e régiment d'artillerie lourde sur voie ferrée (372e R.A.L.V.F) :
- 402e régiment d'artillerie : Nec Pluribus Impar (Au-dessus de tous) : Devise de Louis XIV
- 403e régiment d'artillerie : Je veille
- 451e groupe d’artillerie antiaérienne légère (451e G.A.A.L) : Age quod agis
- 481e groupe d’artillerie antiaérienne légère (481e G.A.A.L) : Age quod agis

#### À classer!
- Centre Mobilisateur No 10, Lannemezan : Pro patria (Pour la patrie)
- 20e B.O.A : Produire et servir
- Commandement de D.A.T. 7e R.M : Devoir avant tout
- Parc d’artillerie 7e C.A, 107e section de munitions : Bien servir
- Parc d’artillerie 91 : Joyeux

#### Artillerie de montagne
- 58e régiment d'artillerie de montagne : Sans peur ni regrets
- 93e régiment d'artillerie de montagne : De roc et de feu
  - Batterie de commandement et de logistique (Batterie Maurienne) : Servir et combattre
  - 1re batterie depuis le remaniement en 2004, ex Batterie des opérations (Batterie Vercors) : Citius Altius Fortius (Plus vite, plus haut, plus fort)
  - 2e batterie (Batterie Oisans) : D'hommes et de volonté
  - 3e batterie (Batterie Belledonne) : Il n'y a de richesses que d'hommes
  - 4e batterie (Batterie des Cerces) : Unguibus et rostro (Des ongles et du bec)
  - 5e batterie (Batterie des Chambarans) : Non nova sed nove
  - 6e batterie (Batterie Taillefer) : Ultra Montes Servire (Servir par delà les montagnes)
  - 11e batterie (Batterie d'administration et de soutien, Batterie Chartreuse) : Instruire et combattre

#### Artillerie d'Afrique
- 17e régiment d'artillerie à cheval : Naaraf ouin machi (en arabe) (Je sais où je vais)
- 67e régiment d'artillerie d'Afrique : Je rugis comme le tonnerre, je frappe comme la foudre
- 68e régiment d'artillerie d'Afrique : Rien d'impossible. Depuis 2006, la devise du 68e RAA est : De l'audace toujours (صمود دائم).
  - 5e batterie : Servir sans compter
- 20e régiment d'artillerie nord africain : Vaillant comme le lion
- Batterie artillerie (Ile de Gorée) : Revigore toujours

### Cavalerie
- 3e division blindée : Plus d'honneur que d'honneurs
- 5e division blindée : France d'abord
- 1re division cuirassée de réserve : J'en suis
- 2e division cuirassée de réserve : Malgré (Amicale - 1941)
- 3e division cuirassée de réserve : Boutez en avant
- 4e division cuirassée de réserve : Sans peur, sans reproche
- 3e brigade mécanisée : It crescendo (Elle va en progressant)
- 23e escadron léger du Levant : Je marche toujours puis Fonce et souris

#### Auto-mitrailleuses
- 2e groupe d'automitrailleuses : Invita regreditur
- 3e régiment d'automitrailleuses : In curru semper eques
- 5e régiment d'automitrailleuses : Je me ris du feu
- 6e groupe d'automitrailleuses : Preux demeurons
- 18e escadron d'auto-mitrailleuses : Cum fortitudine certo

#### Chars de combat
- 1er bataillon de chars de combat :
  - 2e compagnie : Toujours première
- 2e bataillon de chars de combat : À nul n'est second
- 3e bataillon de chars légers : Sans varier
- 4e bataillon de chars légers : Tant que vivront
- 7e bataillon de chars légers : Seigneur suis
- 10e bataillon de chars de combat alpins : Droit devant loin dedans
  - 1re compagnie : Point reste
- 13e bataillon de chars de combat : Jamais fatigué toujours prêt
- 15e bataillon de chars de combat : Et toc
- 19e bataillon de chars de combat : Je passe
- 20e bataillon de chars de combat : En avant La Guise
- 26e bataillon de chars de combat : Je grogne
- 28e bataillon de chars de combat : Toujours devant
- 29e bataillon de chars de combat : Cours ta chance
- 30e bataillon de chars de combat : Cave currus
- 35e bataillon de chars de combat : Partout je fonce, toujours j'enfonce
- 37e bataillon de chars de combat : Je passe
- 38e bataillon de chars de combat : Nous... On passe
- 43e bataillon de chars de combat :
  - 3e compagnie : Toujours cabré
- 46e bataillon de chars de combat : Toujours en avant, au but
- 63e bataillon de chars de combat :
  - 2e compagnie : Toujours prête
- 501e régiment de chars de combat : En tuer
  - 2e escadron :
    - 1er peloton : Déchaîne les enfers (mandat en Opération extérieure au Kosovo 2001)
    - 2e peloton : Dieu pardonne... Pas nous (mandat en Opération extérieure au Côte d'Ivoire 2004)

  - 3e escadron : Partout ou passe le vent
  - 4e escadron : Sans varier
  - 11e escadron, Peloton de sécurité : Je veille
  - Escadron de Commandement et des Services : Ducit et sustinet
  - Escadron de Commandement et de Logistique : Ducit et sustinet
- 503e régiment de chars de combat :
  - 1er escadron : Toute grandeur (1984)
  - 2e escadron : Sans varier (1982)
  - 3e escadron : Seigneur suis (1979), reprise de la devise du 7e BCL
  - Escadron de Commandement et des Services : Être content de servir
- 501e-503e régiment de chars de combat :
  - Escadron des Moyens Généraux : En faire des As
  - 6e escadron de réserve : Je passe ! (ancienne devise du 21e bataillon de chars de combat, le 777 est une anagramme pour 21)
  - Groupe d'Escadron du 501e régiment de chars de combat : En tuer
    - 3e escadron : Partout où passe le vent
    - Escadron de Commandement et de Logistique : Ducit et sustinet

  - Groupe d'escadron du 503e régiment de chars de combat :
    - 3e escadron : Seigneur suis (1979)
- 507e régiment de chars de combat : Toujours plus (en remplacement en 1937, par le colonel De Gaulle, de la devise Toujours joyeux, toujours flambard qu'il trouvait stupide)
  - 1er escadron : Tout est possible (ancienne devise du 19e bataillon de chars de combat)

#### Chasseurs d'Afrique
- 1er régiment de chasseurs d'Afrique : Ubique primus (Premier partout)
  - 1er escadron (2007) : Carniceros Azules (Les Bouchers Bleus) : cette devise a pour origine le surnom donné par les Mexicains aux Chasseurs d'Afrique lors de la Campagne du Mexique de 1862-1867.
- 2e régiment de chasseurs d'Afrique : En avant ! Tout est vôtre
- 3e régiment de chasseurs d'Afrique : Tant qu'il en restera un
- 4e régiment de chasseurs d'Afrique : Ma vie est dans l'action
- 5e régiment de chasseurs d'Afrique : Savoir - Vouloir
- 6e régiment de chasseurs d'Afrique : Toujours renaît
- 7e régiment de chasseurs d'Afrique : Par nous la France renaîtra
- 9e régiment de chasseurs d'Afrique : Tant que destroye (Cette devise évoque le matériel dont était doté le régiment à la Libération le tank Destroyer M10 américain)
- 11e régiment de chasseurs d'Afrique : Quand même
- 12e régiment de chasseurs d'Afrique : Audace n'est pas déraison

#### Chasseurs à cheval
- 1er régiment de chasseurs à cheval : Nec terrent, nec morantur (« Sans peur ni trépas » en latin)[2].

- - 1er escadron : Oser Gagner
  - 2e escadron : Qu'ils nous haïssent pourvu qu'ils nous craignent
  - 3e escadron : 'Ferum fero, fero feror (« Je porte le fardeau, je le supporte, et je suis emporté » en latin)
  - 4e escadron : Souple et tenace
  - 5e escadron : Ut Optime Serviamus Discamus
- 2e régiment de chasseurs à cheval : In utroque tremendus (« Il fait trembler en tous lieux » en latin)
  - 2e escadron : Je broute sans frein
  - 3e escadron : À cheval !
  - 4e escadron : En avant pour mordre
  - Escadron de Défense et d'Instruction (11e escadron) : Faire face
  - Escadron de Commandement et des Services : Sans fléchir
  - Escadron de Commandement et de Logistique : Rigueur et dignité
- 3e régiment de chasseurs : Vigil et audax (« Tant qu'il en restera un » en latin), 1984
- 4e régiment de chasseurs à cheval : Toujours prêt, toujours volontaire.
  - 2e escadron : Mort aux cons !
  - 3e escadron : À fond et jusqu'au bout
  - 11e escadron : Semper primus
- 5e régiment de chasseurs à cheval : Quaerit quem devoret (« Cherchant qui dévorer » en latin)
  - 2e escadron : Second de personne
  - Escadron anti-chars : Esse non videri (« Être, non paraître » en latin)
- 8e régiment de chasseurs à cheval : Huitième en avant !
- 11e régiment de chasseurs à cheval : Voilà les bons
  - 1er escadron : Semper primus (« Toujours le premier » en latin)
  - 11e escadron : Enthousiasme, conviction
- 10e régiment de chasseurs : Allume, allume (1990)
- 12e régiment de chasseurs à cheval : Audace n'est pas déraison
- 18e régiment de chasseurs à cheval : Toujours le cul sur la selle
- 1er-2e régiment de chasseurs :
  - 5e escadron de réserve: Ut optime serviamus discamus (« Apprenons afin de mieux servir » en latin)
  - Groupe d'Escadron du 1er régiment de chasseurs : Sans peur et sans reproches
    - 1er escadron : Au choc d'un bloc
    - 3e escadron : 'Ferum fero, fero feror (« Il porte le fer, il est porté par le fer » en latin)
    - 2e escadron : Qu'ils nous haïssent pourvu qu'ils nous craignent
      - 2e peloton : Si vis pacem, para bellum (« Qui veut la paix, prépare la guerre » en latin)

    - Escadron de commandement et de logistique : S'adapter pour dominer

  - Groupe d'Escadron du 2e régiment de chasseurs : In utroque tremendus (« Craint en tous lieux » en latin)
    - 1er escadron : Oser gagner
    - 2e escadron : Je boute sans frein
    - 3e escadron : A cheval !
    - Escadron de Commandement et de Logistique :Non pugnant sine eis (« Ils ne combattent pas sans eux » en latin)

#### Cuirassiers
- 1er régiment de cuirassiers : Certum monstrat iter (Il montre le droit chemin)
  - 2e escadron : Vivre pour vaincre
  - 3e escadron : Croire et Oser
- 2e régiment de cuirassiers[3] : Nec pluribus impar (Au-dessus de tous)
  - 2e escadron : Bison, à fond !
  - 3e escadron : Pour la gloire
  - 4e escadron : En chasse
  - 11e escadron : Dente carpunt (Ils mordent)
  - Escadron porté : Onques ne faillit
  - Escadron de Commandement et des Services du 2e régiment de cuirassiers : Sans soucis de gloire ou de fortune
- 3e régiment de cuirassiers : Retroceder nescit (Il ne sait pas reculer)
  - 2e escadron : Priez le qu'il vous garde
  - 4e escadron : Je passe
  - 11e escadron : À plein crocs
  - escadron défense instruction : À plein crocs
  - escadron de Commandement et des Services : Sans soucis de gloire ni de fortune
- 4e régiment de cuirassiers : In gemino certamine (Au combat il en vaut deux)
- 5e régiment de cuirassiers : Nec pluribus impar (Au-dessus de tous)
  - 6e escadron : Oderint, dum metuant (Qu’ils me haïssent, pourvu qu’ils me craignent)
    - Service Auto Régimentaire : La panne, voila l'ennemi (Indochine 1946)
- 10e régiment de cuirassiers : Tant qu'il en restera un
- 11e régiment de cuirassiers : Toujours au chemin de l'honneur
- 11e régiment de cuirassiers C.I.A.B.C. : Toujours au chemin de l'honneur
  - Cuisiniers Militaires : Nourrir et combattre
- 1er-11e régiment de cuirassiers :
  - 5e escadron de Réserve : Ut merere unitas
  - 6e escadron de Base et d'Instruction : Instruire et soutenir
  - Groupe d'Escadron 1er régiment de cuirassiers : Certum monstrat iter (Il montre le droit chemin)
    - 2e escadron : Mos maiorum
    - 3e escadron : Croire et oser

  - Groupe d'Escadron 11e régiment de cuirassiers : Toujours au chemin de l'honneur
    - 3e escadron : Sire de sei
    - Escadron de Commandement et de Logistique : Jamais ne renonce
- 12e régiment de cuirassiers : Pericula Ludus (Ils jouent dans le danger ou Au danger mon plaisir)
  - 1er escadron : Semper Primus (toujours premier)
  - 2eme escadron : Bélier, je perce !
  - 3e escadron : Semper Ridentes (toujours souriant)
  - 4eme escadron : Je passe !
  - 5eme escadron (réserve) : Semper Volens (toujours volontaire)
  - 6e escadron : Audace n’est pas déraison !
  - 8eme escadron (réserve) : Harde en avant !
  - Escdron de commandement et de logistique : Nil obstat
- 6e-12e régiment de cuirassiers : On n'arrête pas Leclerc cavalerie !
  - Peloton des Forces Avancées : Sternit fortem (Abat le fort)
  - Escadron Leclerc de Portion Centrale : Croire, oser
  - 4e escadron d'Intervention de Réserve : Je passe
  - 5e escadron d'Intervention de Réserve : Semper Volens (Toujours volontaire)
  - 6e escadron de défense et d'instruction : Ils montrent l'exemple pour convaincre (1993-1994)
  - 7e escadron de maintenance régimentaire (E.M.R.) : Excellence Métier Rigueur
  - Groupe d'escadron 6e régiment de cuirassiers :
    - 1er escadron : Simper primus
    - 3e escadron : Ardeur, efficacité, audace
    - Escadron de Commandement et de Logistique : Rien sans lui

  - Groupe d'Escadron 12e régiment de cuirassiers : In periculo ludunt (Ils jouent dans le danger ou Au danger mon plaisir)
    - 1er escadron : Vif, fort
    - 2e escadron : Belier, je perce 2e peloton : Du sang et de l'acier, surgit la vérité
    - 3e escadron : Semper ridentes (Toujours souriant)
    - Escadron de Commandement et de Logistique : Nil obstat

#### Dragons
- 1er régiment de dragons portés : Toujours au plus dru
  - 10e escadron de Mitrailleuses et d'Engins : Peu m'importe
  - Escadron d'A.M.R. : Cingit et obstat
- 1er régiment de dragons : Royal d'abord, premier toujours ou Lillia non laborent neque nent
  - 1er escadron : Toujours au plus dru
  - 3e escadron : Le 3, les Rois ! Qui ose, gagne !
- 2e régiment de dragons : Da materiam splendescam (Donnez moi les moyens et je resplendirai)
  - 1er escadron : Primus per fidem (D'abord par la foi)
  - 2e escadron : Potius mori quam foedari (Plutôt la mort que la souillure)
  - 3e escadron : Gave tertium
  - 4e escadron : Dignitas non moritur (Pas la peine de mourir) ; depuis 2004 : De ta houpette, qu'en as-tu fait ?
  - 5e escadron : Sero sed serio
- 2e régiment de dragons - nucléaire, biologique et chimique : Da materiam splendescam (Donnez m'en l'occasion et je resplendirai)
- 3e régiment de dragons : Ardet et audet (Il brûle et il ose)
  - Escadron de Défense et d'Instruction : Ardeur, audace
- 4e régiment de dragons : Je boute avant ou Spes altera metis (L'autre espoir de l'âme)
  - 1er escadron : Sus à l'orage Je fonce
  - 2e escadron : La sueur épargne le sang
  - 5e escadron : En dépit de tout, au-delà de tout
  - Escadron de Commandement et de Logistique : Pour bouter, Avant
- 5e régiment de dragons : Victoria pinget (Il s'embellit par la victoire) (idem au 10e régiment de dragons)
  - 1er escadron : Discipline obéissance à la loi (depuis 1791)
  - 2e escadron : Fier et terrible
  - 3e escadron : Noir et méchant (1994)
  - 4e escadron : Oderint Dum Metuant (Qu'ils me haïssent pourvu qu'ils me craignent)
  - Escadron de commandement et des services : Sans souci de gloire
  - 11e escadron : Des hommes, des chefs
- 6e régiment de dragons : Mort au champ d'honneur
  - 2e escadron : Au but, droit
  - 3e escadron : Jusqu'au bout
- 7e régiment de dragons : Jusqu’à la mort (idem à la 3e compagnie du 1er régiment de tirailleurs français et au 7e régiment de dragons)
- 8e régiment de dragons : Terraque, marique (Et de la terre et de la mer)
- 9e régiment de dragons : Dieu aide au premier chrétien
- 10e régiment de dragons : Victoria pinget (idem au 5e régiment de dragons)
- 11e régiment de dragons : Pro germino certamine
- 12e régiment de dragons : Nimquam retro (Aucun ne recule)
- 13e régiment de dragons : Nunc leo, nunc aquila (Tantôt lion, tantôt aigle)
- 13e régiment de dragons parachutistes : Au-delà du possible
  - 1er escadron : Pro securitate pericullum
  - 2e escadron : Encore plus loin
  - 3e escadron : Sape aquila samper leo
  - 5e escadron : Quod vis esse villis
  - Section de Sabotage : Invisible mais toujours présent
- 14e régiment de dragons : Bello felicitas (La joie de la guerre)
- 15e régiment de dragons : Incorrupta fides et avita vera
- 16e régiment de dragons : Nomen laudesque manebunt (Les louanges et le nom resteront)
- 17e régiment de dragons : Mente magnificat
- 18e régiment de dragons : Multorum virtus in uno
- 19e régiment de dragons : Un intrépide régiment
- 20e régiment de dragons : Je secours mes chefs et mes frères d'armes
- 21e régiment de dragons : Ni l'eau, ni le fer ne m'arrêtent
- 22e régiment de dragons : Nomen landesque manebunt
- 23e régiment de dragons : Noli irritare leonem (Personne n'irrite le lion)
- 24e régiment de dragons : Che peri, pur che m'innalza
- 25e régiment de dragons : In regnum et pugnax
- 26e régiment de dragons : Quo non feret insista virtus
- 27e régiment de dragons : L'ennemi admire son courage
- 28e régiment de dragons : Je me fais jour
- 29e régiment de dragons : Je prends villes et canons
- 30e régiment de dragons : Il le boûte dehors

#### Escadron d'Éclairage
- Escadron d'éclairage divisionnaire No 1 : Tant qu'il en restera un (comme le 3e Rch dont il a repris les traditions en 1982)
- Escadron d'éclairage divisionnaire No 10 : Nomen laudesque manebuni
- Escadron d’éclairage et d’investigation No 2 : Audace n’est pas déraison
- Escadron d'éclairage et d'investigation No 3 : Multorum virtus in uno
- Escadron d'éclairage et d'investigation No 7 : Souple et félin

#### Groupe de Reconnaissance

##### Groupe de reconnaissance de corps d'armée
- 3e groupe de reconnaissance de corps d'armée : Je boute
- 16e groupe de reconnaissance de corps d'armée : Noblesse oblige, Chamborant autant
- 17e groupe de reconnaissance de corps d'armée : Raille en tête !

##### Groupe de reconnaissance de division d'infanterie
- 7e groupe de reconnaissance de division d'infanterie : En avant, tout est notre
- 14e groupe de reconnaissance de division d'infanterie : Vespa in bello Apis in pace (Guêpe en guerre, abeille en paix)
- 17e groupe de reconnaissance de division d'infanterie : Voila les bons
- 20e groupe de reconnaissance de division d'infanterie : Voir, tenir
- 24e groupe de reconnaissance de division d'infanterie : Ignis ardens
- 35e groupe de reconnaissance de division d'infanterie : Fidelis et audax
- 36e groupe de reconnaissance de division d'infanterie : Partout je donne
- 40e groupe de reconnaissance de division d'infanterie : En avant toujours
- 41e groupe de reconnaissance de division d'infanterie : Audace, vigilance
- 52e groupe de reconnaissance de division d'infanterie : Hardit toustem
- 53e groupe de reconnaissance de division d'infanterie : Contra ventos tenax
- 57e groupe de reconnaissance de division d'infanterie : Je sers
- 58e groupe de reconnaissance de division d'infanterie : Présent
- 62e groupe de reconnaissance de division d'infanterie : Ils bourrent
- 64e groupe de reconnaissance de division d'infanterie : À cœur vaillant rien d'impossible
- 72e groupe de reconnaissance de division d'infanterie : Victoria pinget
- 78e groupe de reconnaissance de division d'infanterie : Servir, oser
- 80e groupe de reconnaissance de division d'infanterie : Voyez moi ça

#### Hussards
- 1er régiment de hussards parachutistes : Aultre ne veut, devenu ou Omnia si perdas, famam servare memento (Si tu as tout perdu, souviens toi qu'il te reste l'honneur)
  - 1er escadron : Toujours plus oultre
  - 2e escadron : Second de personne
  - 3e escadron anti-char : Au-delà du possible
  - 4e escadron : Sans répit
    - 2e peloton : Tous pour vaincre (Mandat en Opération extérieure au Liban 1983)

  - 6e escadron par le fer, par le feu
  - 5e escadron de réserve : Toquey si gauses (Touche si tu oses, devise de Gaston III de Foix-Béarn, dit Gaston Fébus)
  - 11e escadron : Toujours avant
  - 12e escadron : Droit devant
  - Escadron de commandement et des services : Servir sans subir
  - Escadron de commandement et de logistique : Servir sans subir
  - Escadron de recrutement d'instruction d'administration et de camp (URIAC) : Toujours avant
- 2e régiment de hussards : Noblesse oblige, Chamborant autant
- 3e régiment de hussards : Il en vaut plus d'un
  - 1er escadron : Semper primus (Toujours premier)
  - 2e escadron : Droit dessus
  - 3e escadron : Rien ne l'effraie
  - 4e escadron : Toujours devant
  - 4e escadron anti-char : Soit fort soit fier
  - 5e escadron d'éclairage: À l'avant je suis
  - 11e escadron de protection : Aquilae caevant fidelis
    - 3e peloton : Videre destaere (Voir détruire)
    - 4e peloton : Dernier par le non premier par l'action

  - escadron de commandement et des Services : Servir sans subir
  - escadron de commandement et de logistique : Fier de servir, servir sans subir
  - escadron d'administration et de soutien : Aquilae caveant fidelis
- 4e régiment de hussards : Saxe-Conflans, bannière au vent
- 5e régiment de hussards : Perit sed in armis (Il meurt les armes à la main)
- 7e régiment de hussards : Présent toujours
- 8e régiment de hussards :
  - 1er escadron : Polka
  - 2e escadron : Second de personne
  - 3e escadron : Quel que soit l'obstacle
  - 4e escadron : Qui qu'en groigne
  - 5e escadron : Investigation
  - 11e escadron : Gaudium animae in actis (La joie de l'âme est dans l'action)

#### Spahis

##### Spahis marocains
- 1er régiment de spahis marocains : 1) Faire face, 2) Et par Saint Georges, vive la cavalerie ! 3) Et par Yussuf vive les spahis !, 4) Et par Lyautey vive le 1er
  - 1er escadron : Si dieu le veut
    - 1er peloton du 1er escadron : En tuer
    - 2e peloton du 1er escadron : La caravane passe les chiens aboient
    - 3e peloton du 1er escadron : Vieux si nie l'audace !
    - 4e peloton du 1er escadron : Enado ya mota

  - 2e escadron : Tace face (Se taire et faire)
  - 3e escadron : Faire face
  - 4e escadron : Igneus ardens (Feux ardents)
  - 5e escadron (réserve) : Ne crains que Dieu
  - 6e escadron : En avant tout est vôtre ! 
  - 7e escadron (réserve) : La joie de l’âme est dans l’action
  - Escadron d'instruction : Manu Militari
  - Escadron d'administration et de soutien : Virtus militari
  - Escadron de commandement et de logistique : Notre gloire est leur victoire
- 2e régiment de spahis marocains : Ne crains que Dieu
  - 1er peloton du 1er escadron : Pour l'honneur
- 3e régiment de spahis marocains : La victoire vient de Dieu
- 4e régiment de spahis marocains : Toujours un plaisir

##### Spahis algériens
- 3e régiment de spahis algériens : Entreprends sans crainte et tu réussiras
- 8e régiment de spahis algériens : Oranie... tes spahis sont des lions

### Génie
- Génie : Parfois détruire, souvent construire, toujours servir
- Brigade du génie : Ils marcheront en tête
- 1er régiment du génie : Toujours brave
  - MADEZ KOSOVO 2000 : Nihil obstat (Aucun obstacle)
- 2e régiment du génie : Lorraine me garde
- 3e régiment du génie : Ardennes, tiens ferme
- 3e régiment du génie, KFOR, Bataillon général 5, U.C.L : Novo selo
- 5e régiment du génie : Partout, toujours, réaliser
- 6e régiment du génie : Je continuerai
  - 8e Groupe de Sapeurs-Forestiers du 6e régiment du génie : Il passe partout
- 9e régiment du génie : Allons-y, on passera
- 10e régiment du génie : Faire passer
- 11e régiment du génie : Ad unum (Jusqu'au dernier ou jusqu'au bout)
- 13e régiment du génie : À me suivre tu passes
- 15e régiment du génie de l'air : Agir vite et puissamment
- 17e régiment du génie parachutiste : Sapeur suis, para demeure
- 19e régiment du génie : Entreprendre et réussir
  - 1er compagnie : Malheur aux tièdes
  - 2e compagnie : De l'audace, toujours
  - 3e compagnie : Mécanisé génie d’acier
  - 5e compagnie : Optio et varietas virtutem nostrem
- 21e R.G.R
  - 10e compagnie de travaux voie ferrée : Poursuivre sans cra...
- 23e régiment du génie : Res non verba
- 25e régiment du génie de l'air : Entreprendre pour aboutir
- 31e régiment du génie : Ouvrir la route
- 32e régiment du génie : Partout pour tous
- 71e régiment du génie : Qui suit franchit, qui s'y attaque ne passe pas
- 72e régiment du génie : Réaliser en fonçant
- 96e régiment du génie, 5e division blindée : Allons-y on passera
- Brigade du Génie, État Major, O N U C 1 :
  - 9e bataillon du génie : Allons-y on passera
  - 23e bataillon du génie : Res non verba
  - 31e bataillon du génie, C.A.S : Bien faire
  - 32e bataillon du génie : Partout pour tous
- 180e bataillon du génie :
  - 2e compagnie, Section Travaux : Essayons
- 12e Compagnie d’Entretien du Génie : Le génie mal faisant
- Train Blindé en E.O. du 2e régiment étranger d’infanterie : Aes triplex deo juvente
- Unité d'instruction et d'intervention de la sécurité civile no 1 : Servir pour sauver[4]
- Unité d'instruction et d'intervention de la sécurité civile no 7 : Servir pour sauver[5]
  - 1er Groupe de Sapeurs-Forestiers : Je romps mais ne plie pas
- Brigade de sapeurs-pompiers de Paris : Sauver ou périr
  - 1er groupement d'incendie et de secours : Premier oblige
  - 2e groupement d'incendie et de secours : Second de personne
  - 3e groupement d'incendie et de secours : Toujours plus haut
  - Groupement des Appuis et de Secours : Per aspera ad astra
  - Groupement de Soutiens et de Secours : Semper et Ubique (Partout et toujours)
  - Groupement Formation Instruction et de Secours : Former pour sauver

### Infanterie
- 2e division d'infanterie motorisée : Tous ensemble avec Dieu
- 3e division d'infanterie : En flèche
- 11e division d'infanterie : Division de Fer
- 14e division d'infanterie : Ne pas subir
- 15e division d'infanterie, surnom : La Division bretonne : Utinam victrix (1939)
- 39e division d'infanterie : Division d’Acier
- 43e division d’infanterie : Sans peur et sans reproche
- 63e division d’infanterie : A moi Auvergne

#### Infanterie légère
- 2e régiment d'infanterie légère : Nec plutibus impar merebinum
- 3e régiment d'infanterie légère : Per hoec regnumet imperium
- 4e régiment d'infanterie légère : Résiste ou crève
- 5e régiment d'infanterie légère : Le brave (idem au 12e régiment d'infanterie de ligne)
- 6e régiment d'infanterie légère : Fidelitati et honore (Fidélité et honneur)
- 7e régiment d'infanterie légère : J'y suis
- 8e régiment d'infanterie légère (ex Régiment de Foix devenu ensuite le 83e régiment d'infanterie de ligne) (depuis 1684) : Fidelis, felix, fortis (Fidélité, chance, force)
- 9e régiment d'infanterie légère : L'incomparable, un contre dix
- 10e régiment d'infanterie légère : Fidelitati et honore (Fidélité et honneur)
- 12e régiment d'infanterie légère : In hoc signo vinces (idem au 13e régiment d'infanterie légère)
- 13e régiment d'infanterie légère : In hoc signo vinces (idem au 12e régiment d'infanterie légère)
- 14e régiment d'infanterie légère : Nec pluribus impar (idem au 1er régiment étranger de cavalerie)
- 16e régiment d'infanterie légère : Sans peur et sans reproche (idem au 15e régiment d'infanterie de ligne et au 1er régiment de chasseurs à cheval)
- 17e régiment d'infanterie légère : Jacobus rex (Le roi Jacques)
- 18e régiment d'infanterie légère : À de tels hommes, rien d'impossible
- 19e régiment d'infanterie légère : La garde
- 20e régiment d'infanterie légère (de 1820 à 1854) : Fortiter et prudenter
- 21e régiment d'infanterie légère : His consecro vires
- 23e régiment d'infanterie légère : Toujours prêt

#### Infanterie
(appellations complémentaires: de ligne, de forteresse, alpine, de pionniers ou motorisée... selon les périodes et les affectations)
- 1er régiment d'infanterie (Picardie) : 1) Praetiriti fides exceplumque futri 2) On ne relève pas Picardie
  - Compagnie de commandement et de logistique du 1er régiment d'infanterie : Ceux-ci servent Picardie
  - Compagnie de commandement et de soutien du 1er régiment d'infanterie : Ceux-ci servent Picardie
  - 1re compagnie d'éclairage et de combat anti-char du 1er régiment d'infanterie : In hoc signo vinces
  - 11e compagnie du 1er régiment d'infanterie : S'instruire pour servir
- 2e régiment d'infanterie de ligne (Provence) : Au plus près
- 3e régiment d'infanterie de ligne (Piémont) : Résolus de crever plutôt que de ne pas tenir bon
- 4e régiment d'infanterie de ligne : L'impétueuse
- 5e régiment d'infanterie de ligne (Navarre) : En avant Navarre sans peur
  - Section mortiers lourds du 5e régiment d'infanterie de ligne : Vite, fort et loin
- 6e régiment d'infanterie de ligne (Armagnac) : Toujours là
- 7e régiment d'infanterie de ligne (Champagne) : Valeur et discipline ou Sans peur et sans reproche
- 8e régiment d'infanterie de ligne (Austrasie) : Toujours en avant
  - Compagnie d'éclairage et d'appui du 8e régiment d'infanterie de ligne : Plus fort que la foudre, rapide comme l'éclair
  - 11e compagnie du 8e régiment d'infanterie de ligne : Toujours en avant avec le sourire
- 9e régiment d'infanterie de ligne (Normandie) : Vive Normandie
- 11e régiment d'infanterie de ligne : His fulta manebunt
- 12e régiment d'infanterie de ligne : Le brave (idem au 5e régiment d'infanterie légère)
- 13e régiment d'infanterie de ligne (Bourbonnais) : Bourbonnais sans tache
- 14e régiment d'infanterie de ligne (Forez, Béarn) : Brave
- 15e régiment d'infanterie de ligne : Sans peur et sans reproche (idem au 1er régiment de chasseurs à cheval et au 16e régiment d'infanterie légère)
- 17e régiment d'infanterie de ligne (Auvergne) : Auvergne toujours
- 18e régiment d'infanterie de ligne : Brave 18e, je te connais, l'ennemi ne tient pas devant toi
- 19e régiment d'infanterie de ligne : 1) L'invincible (idem au 32e régiment d'infanterie de ligne), 2) La vague s'y brise
- 20e régiment d'infanterie de ligne : On ne passe pas (idem au 151e régiment d'infanterie de ligne)
- 21e régiment d'infanterie de ligne : Je passe quand même
- 23e régiment d'infanterie de ligne (Fontenoy) (Régiment de Lauter) (Alsace) : Ce ne sont pas des hommes ce sont des lions
- 24e régiment d'infanterie de ligne : Sans égal (pour Napoléon Brave 24e)
  - 1re compagnie du 24e régiment d'infanterie : Primum Semper (Toujours premier)
  - 2e compagnie du 24e régiment d'infanterie : Compagnie d'acier
  - 3e compagnie du 24e régiment d'infanterie : Azimuth brutal
  - 4e compagnie du 24e régiment d’infanterie : Torr e Benn
- 25e régiment d'infanterie de ligne : Le 25e s'est couvert de gloire
- 26e régiment d'infanterie de ligne : Qui s'y frotte s'y pique (idem que les 69e et 110e régiments d'infanterie de ligne)
- 27e régiment d'infanterie de ligne : Vite et bien, sans peur de rien
  - 2e compagnie du 27e régiment d'infanterie : Véloce, féroce
  - 3e compagnie de recherche et d'intervention du 27e régiment d'infanterie : La part du lion
- 28e régiment d'infanterie de ligne : Inébranlable
- 29e régiment d'infanterie de ligne (Dauphin) : Res praestant non verba fidem (Croire aux actions et non aux paroles)
- 32e régiment d'infanterie de ligne : 1) J'étais tranquille, la brave 32 était là ou 2) L'invincible (idem au 19e régiment d'infanterie de ligne)
- 35e régiment d'infanterie de ligne : Tous gaillards, pas d'trainards
  - 1re compagnie du 35e régiment d'infanterie de ligne : Pige et galope
  - 2e compagnie du 35e régiment d'infanterie de ligne : Suivez-moi
  - 3e compagnie du 35e régiment d'infanterie de ligne : Faire face pour vaincre
  - 4e compagnie du 35e régiment d'infanterie de ligne : Semper pugnent (Ils combattent toujours)
  - Compagnie commandement logistique du 35e régiment d'infanterie de ligne : Partout pour vous servir
  - Compagnie d'éclairage et d'appui du 35e régiment d'infanterie de ligne : Jamais sans nous
  - Compagnie antichar du 35e régiment d'infanterie : En pointe toujours ! (devise du 30e Bataillon de chasseurs dont elle est issue. Cette devise est reprise aussi par le 1er RPC, dont plusieurs cadres provenaient du 30e BC).
  - 5e compagnie du 35e régiment d'infanterie de ligne : Ma peau peut être, mon sourire jamais !
- 37e régiment d'infanterie de ligne, ex Régiment de Turenne, (Régiment des Vosges) : Vaincre ou mourir
- 41e régiment d'infanterie (Bretagne), (La Reyne) : Hardi Bretagne
  - 1er Compagnie du 41e régiment d'infanterie : Pares prima Inter
  - 2e Compagnie du 41e régiment d'infanterie : La deuxième de personne
  - 3e Compagnie du 41e régiment d'infanterie : Hardi Bretagne, hardi la 3
  - 4e Compagnie du 41e régiment d'infanterie : In hoc signo vinces
  - Compagnie de commandement et des services du 41e régiment d'infanterie : Servir la Reyne
  - Compagnie de commandement et de logistique du 41e régiment d'infanterie : Servir la Reyne
  - Compagnie d'éclairage et d'appui : Sel a Sko
- 42e régiment d'infanterie de ligne (Limozin) (Neuf Brisach) : Hardi le quarante-deux...
- 43e régiment d'infanterie de ligne (Royal des vaisseaux) : ?
  - 3e compagnie : Nous passons inaperçus
  - 5e compagnie : Semper pro patria (Toujours pour la patrie)
- 44e régiment d'infanterie de ligne : Toujours unis
- 45e régiment d'infanterie de ligne : Hanc coronam mastreka dedit
- 46e régiment d'infanterie de ligne : Potius mori quam foedari (Plutôt mourir que faillir)
- 47e régiment d'infanterie de ligne : Semper fidelis (Toujours fidèle)
- 48e régiment d'infanterie de ligne : Dur comme roc
- 49e régiment d'infanterie de ligne : En avant toujours
- 50e régiment d'infanterie de ligne : J'attaque
- 51e régiment d'infanterie de ligne : 1) Qui s'y frotte s'y brûle 2) Plus est en nous.
- 53e régiment d'infanterie de ligne : En avant quand même ! (remplacée en 1757 par : Plutôt mourir que faillir)
- 54e régiment d'infanterie de ligne (Escault) : ?
- 55e régiment d'infanterie de ligne : France d'abord (idem à la 5e division blindée)
- 56e régiment d'infanterie de ligne : Dignes de nos aînés
- 57e régiment d'infanterie de ligne : Le terrible que rien n'arrête
- 59e régiment d'infanterie de ligne : Tocos y se gausos (Touches y si tu l'oses), (idem au 57e régiment d'artillerie)
- 62e régiment d'infanterie de ligne : Nec pluribus impar ou Amor fonce à mort
- 64e régiment d'infanterie de ligne : Auxilium nostrum a domino.
- 65e régiment d'infanterie de ligne : Pro rege et patria (Pour le roi et la patrie) ou N'a peur de rien et comme Cambronne il le dit bien (idem au 100e régiment d'infanterie de ligne).
- 66e régiment d'infanterie de ligne : 1) Castella fortiter et prudenta ou 2) Castella tuetur progugna acula ou 3) Sans tabac
- 67e régiment d'infanterie de ligne : En pointe toujours
  - 1re compagnie du 67e régiment d'infanterie de ligne :
  - Compagnie de commandement et des services du 67e régiment d'infanterie de ligne : Chante clair et pique droit
  - Compagnie d'éclairage et d'appui du 67e régiment d'infanterie de ligne : Noblesse oblige
- 68e régiment d'infanterie de ligne : Valeur et discipline
- 69e régiment d'infanterie de ligne (Vigier) : Vis nulla revellet (Qui s'y frotte s'y pique) qui est la même que celle des 26e et 110e régiments d'infanterie de ligne
- 70e régiment d'infanterie de ligne : Je m'accroche
- 71e régiment d'infanterie de ligne : Notre Dame Guesclin
- 75e régiment d'infanterie de ligne : Le 75e arrive et bat l'ennemi
- 76e régiment d'infanterie de ligne (Chateauvieux) : Fortiter resistendo (Courageusement résistant)
- 78e régiment d'infanterie de ligne : Sans peur, sans tache
- 79e régiment d'infanterie de ligne : Résiste ou crève
- 82e régiment d'infanterie de forteresse : J'y suis
- 83e régiment d'infanterie de ligne (ex régiment de Foix puis 8e régiment d'infanterie légère) (1684 - 1940) : Fidelis, Felix, Fortis (Fidélité, chance, force) depuis 1684
- 84e régiment d'infanterie de ligne : Un contre dix
- 85e régiment d'infanterie de ligne : Fidelitate et honore (Honneur et fidélité) ou Hardiment (Devise de 1939)
- 88e régiment d'infanterie de ligne : In hoc signo vinces (Avec ceci comme étendard, tu obtiendras la victoire)
- 89e régiment d'infanterie de ligne (Royal suédois) :
- 91e régiment d'infanterie de ligne : 1) Tué oui, vaincu Jamais ou 2) Sans peur et sans reproche
- 92e régiment d'infanterie (Auvergne) : À moi Auvergne
  - 1re compagnie du 92e régiment d'infanterie de ligne : Toujours la première
  - 2e compagnie du 92e régiment d'infanterie de ligne : Pur et dur
  - 3e compagnie du 92e régiment d'infanterie de ligne : La 3 vaincra
  - 4e compagnie du 92e régiment d'infanterie de ligne : S'adapter, dominer
  - Compagnie de commandement et de logistique : Soutenir pour vaincre
  - 5e compagnie du 92e régiment d'infanterie de ligne : Sans réserves
  - 11e compagnie du 92e régiment d'infanterie de ligne : Vouloir servir
  - 12e compagnie du 92e régiment d'infanterie de ligne :
  - Compagnie d'éclairage et d'appui du 92e régiment d'infanterie : Latcheren point
- 93e régiment d'infanterie de ligne : À de tels hommes rien d'impossible
- 94e régiment d'infanterie de ligne : On l'engage pour vaincre
- 95e régiment d'infanterie de ligne : Debout les morts (idem au 3e régiment d'infanterie de marine)
- 98e régiment d'infanterie de ligne : Toujours prêt
- 99e régiment d'infanterie de ligne : Ne pas subir
- 100e régiment d'infanterie de ligne : Pro rege et patria (Pour le roi et la patrie) : N'a peur de rien et comme Cambronne il le dit bien (idem au 65e régiment d'infanterie de ligne)
- 101e régiment d'infanterie de ligne : En avant
- 102e régiment d'infanterie de ligne : Ex serviture libertas (Servir la liberté)
- 103e régiment d'infanterie de ligne : Rien d'impossible
- 105e régiment d'infanterie de ligne (Auvergne) : Decori par vitus (À moi Auvergne)
- 106e régiment d'infanterie de ligne : Toujours debout
- 109e régiment d'infanterie de ligne : Renaître et vaincre
- 110e régiment d'infanterie de ligne : Qui s'y frotte s'y pique qui est la même que celle des 26e et 69e régiments d'infanterie de ligne
  - 1re compagnie du 110e régiment d'infanterie de ligne : Faire face
  - 2e compagnie du 110e régiment d'infanterie de ligne : La sueur épargne le sang
  - 3e compagnie du 110e régiment d'infanterie de ligne : More majorum
  - 5e compagnie du 110e régiment d'infanterie de ligne : Partout on...
  - Compagnie d'éclairage et d'appui du 110e régiment d'infanterie : Videre et ferire (Voir et faire feu)
  - Compagnie de commandement et de logistique du 110e régiment d'infanterie : Partout on l'engage
- 112e régiment d'infanterie de ligne : Le vainqueur de Raab
- 112e régiment d'infanterie de ligne : Volontaire
- 115e régiment d'infanterie de ligne : Jamais content
- 117e régiment d'infanterie de ligne : En avant ! toujours en avant
- 118e régiment d'infanterie de ligne (Bretagne) : Peg barz (Croche dedans en breton)
- 119e régiment d'infanterie de ligne : Toujours prêt à bondir
- 120e régiment d'infanterie de ligne (Ardennes) : Sanglier des Ardennes
- 121e régiment d'infanterie de ligne : Mons lucens
- 122e régiment d'infanterie de ligne : Que y bengoun (Qu'ils y viennent, en occitan)
- 126e régiment d'infanterie de ligne : Fier et vaillant
  - 1re compagnie du 126e régiment d'infanterie de ligne : Toujours en pointe !
  - 3e compagnie du 126e régiment d'infanterie de ligne : 1) Cherche et frappe ou 2) Sans peur, sans pitié
  - 4e compagnie du 126e régiment d'infanterie de ligne : Tambour battant
  - 5e compagnie du 126e régiment d'infanterie de ligne : renaître et vaincre
- 128e régiment d'infanterie de ligne : Rogatur et ultra concedo (Ce que l'on me demande, je le donne et au-delà)
- 130e régiment d'infanterie de ligne (Royal Mayenne) : Tout droit !
- 132e régiment d'infanterie de forteresse : Un contre huit
- 133e régiment d'infanterie de ligne : Les lions
- 134e régiment d'infanterie de ligne : Oradour
- 136e régiment d'infanterie de ligne : Je ne recule ni ne dévie
- 139e régiment d'infanterie de ligne : La victoire ou la mort
- 141e régiment d'infanterie alpine : Semper plus que aut
- 143e régiment d'infanterie de ligne : Qui s'y frotte...
- 146e régiment d'infanterie de forteresse : Avec le sourire, nous saurons mourir (avant juin 1940), 146 oblige (après 1945)
- 149e régiment d'infanterie de forteresse : Résiste et mord
- 150e régiment d'infanterie de ligne : Par le fer quand le feu manque
- 151e régiment d'infanterie de ligne : On ne passe pas
- 152e régiment d'infanterie de ligne : Diables rouges
- 153e régiment d'infanterie de ligne : Partout ou se trouve le 153, l'ennemi ne passe pas : il recule
- 154e régiment d'infanterie de forteresse (Bouclier des Vosges) : Je ne recule pas d'une semelle
- 156e régiment d'infanterie de ligne : Qui s'y frotte s'y pique
- 160e régiment d'infanterie de ligne : Présent
- 161e régiment d'infanterie de forteresse : Portes de fer
  - Equipage A 27 :..... Nil mirari (Ne s'étonner de rien)
- 165e régiment d'infanterie de ligne : Sans peur et sans reproche
- 166e régiment d'infanterie de ligne : 1) Je suis de Verdun, 2) Tenir ou mourir
- 168e régiment d'infanterie de ligne (Bois-le-Prêtre) : Les loups
- 169e régiment d'infanterie de ligne : Dignité et discipline
- 170e régiment d'infanterie de ligne (UNPROFOR, FORPRONU) : Hirondelles de la mort
  - 1er compagnie (FORPRONU) : Oser par cœur
  - 2e compagnie de combat : Valeur, discipline
- 172e régiment d'infanterie de ligne (régiment du Bas-Rhin : Je tiendrai
- 205e régiment d'infanterie de ligne : Fais ce que je dois
- 226e bataillon d'infanterie : Je pique
- 227e régiment d'infanterie de ligne : Dur comme cep
- 241e régiment d'infanterie : Tetus malins
- 243e régiment d'infanterie : Tout ou rien
- 248e régiment d'infanterie de ligne (Bretagne) : Hardi bretons
- 248e détachement du littoral
  - 5e batterie, 3e compagnie : Sur terre et mer, veillons
- 281e régiment d'infanterie : Vin e souleu me fan canta
- 298e régiment d'infanterie : Latsen pas
- 306e régiment d'infanterie : Vieille Champagne avec le sourire
- 330e régiment d'infanterie : France toujours
- 341e régiment d'infanterie alpine :
  - 3e bataillon : Tenir, sourire, toujours
- 348e régiment d'infanterie : Tout droit
- 359e régiment d'infanterie : Fais ce que dois et advienne que pourra
- 413e régiment de pionniers : Butine et pique
- 431e régiment de pionniers : Toujours creuser, jamais s'enfouir
- 440e régiment de pionniers : Toujours plus profond
- 450e régiment de pionniers : Au pis on y est, au mieux on s'en tire
- 624e régiment de pionniers : Labor vinc

##### À classer!
- Centre expérimental d’entrainement au combat : Vae soli (Malheur à l'homme seul !)
- Groupement d'infanterie n° 21 : Agir
- 52e bataillon de mitrailleurs motorisés : Accourt et tient
- 53e bataillon de mitrailleurs motorisés : Prends garde
- 58e bataillon de mitrailleurs motorisés : A vaillans cubas, riens impossible
- 60e bataillon régional : Je butine mais si l'on m'attaque je pique
- 76e bataillon alpin de forteresse : Dau bec e dai oungla (Avec bec et ongles)
- 201e régiment régional de Protection : Protège et pique
- 203e régiment régional de Protection : Atterrir c'est périr
- 215e régiment régional de Protection : Je veille

#### Chasseurs

##### Chasseurs Alpins, à pied, de haute-montagne
- 1er groupe de chasseurs : Le Premier partout ou Le 7e de ligne n'a pas de c...lles au c.l, le premier chasseur lui en a foutu
- 2e groupe de chasseurs : Toujours servir gaiement
- 3e bataillon territorial de chasseurs alpins : Le passé répond de l’avenir
- 4e bataillon de chasseurs à pied : Qui s'y frotte, s'y pique
- 6e bataillon de chasseurs alpins : Serrer les dents
- 7e bataillon de chasseurs alpins : De Fer et d'acier
- 7e bataillon territorial de chasseurs alpins : Nous veillons
- 8e groupe de chasseurs : Toujours debout ou Sidi-Brahim
- 9e bataillon de chasseurs alpins : Je brise tout et Ne recule ni ne dévie
- 10e bataillon de chasseurs à pied : Faire face toujours
- 11e bataillon de chasseurs alpins : Bataillon de Carency
- 13e bataillon de chasseurs alpins : Sans peur et sans reproche
- 14e bataillon de chasseurs alpins : Noblesse oblige
- 15e bataillon de chasseurs alpins : Aussi digne d'être montré à nos ennemis qu'à nos amis
- 17e bataillon de chasseurs alpins : Le bataillon de fer
- 19e groupe de chasseurs : En avant toujours, repos ailleurs
- 20e bataillon de chasseurs à pied : Sans tache
- 22e bataillon de chasseurs alpins : Nul ne crains
- 23e bataillon de chasseurs alpins : Lou souleou mi fa canta (Le soleil me fait chanter)
- 24e groupe de chasseurs : Bataillon de la Garde
- 27e bataillon de chasseurs alpins : Toujours à l’affût ou Vivre libre ou mourir
- 28e bataillon de chasseurs alpins : Allant et agilité
- 29e bataillon de chasseurs à pied : Allons-y gaiement
- 30e groupe de chasseurs : En pointe toujours
- 31e bataillon de chasseurs à pied : Le dernier v'nu n'est pas le plus mal foutu
- 41e bataillon de chasseurs alpins : Le beau bataillon
- 49e bataillon de chasseurs alpins : Tels pères, tels fils
- 16e bataillon de chasseurs à pied : Toujours d'acier
- 52e bataillon de chasseurs à pied : Bataillon de Clézentaine
- 54e bataillon de chasseurs à pied : Bataillon d'Élite
- 55e bataillon de chasseurs à pied : Toujours victorieux
- 56e bataillon de chasseurs à pied : Chasseurs de Driant
- 59e bataillon de chasseurs à pied : Chasseurs de Driant
- 61e bataillon de chasseurs à pied : Ego nominor leo
- 66e bataillon de chasseurs à pied : Repos plus lon
- 67e bataillon de chasseurs alpins : Ne pas subir
- 68e bataillon de chasseurs alpins : Fiers et tenaces
- 90e bataillon de chasseurs à pied : Tenir
- 91e bataillon de chasseurs alpins : Neuf et un
- 96e bataillon de chasseurs à pied : Biques-les
- 102e bataillon de chasseurs à pied : Élan et confiance et Élan et constance
- 116e bataillon de chasseurs alpins : Bataillon de Schonholtz
- 199e bataillon de chasseurs de haute montagne : Tot dret

##### Chasseurs parachutistes
- 1er régiment de chasseurs parachutistes : Vaincre ou mourir
  - Compagnie de commandement et de logistique du 1er régiment de chasseurs parachutistes : La victoire à la pointe de l'épée
  - Compagnie d'appui du 1er régiment de chasseurs parachutistes : Ne pas subir
  - 1re compagnie : Du ciel au combat
  - 2e compagnie : Pas moyen, moyen quand même
  - 3e compagnie : Croire et oser, puis Je veux, je peux
  - 4e compagnie : In cauda venenum (Dans la queue le venin)
  - 5e compagnie : Prête à bondir , depuis février 2016  Au contact 
  - 6e compagnie, escadron du 1er RHP :  Rallie en tête 
  - 7e compagnie : Fête ou tempête, toujours en tête 
  - 8e compagnie : Ense et Aratro (par la charrue et par l’épée) et la 8 ! C’est la 8 !
  - 9e compagnie de combat : Je prends je garde
  - 10e compagnie de combat : Ex ungue Leonem (c’est aux griffes que l’on reconnais le lion) Puis  Mort ne craint
  - 11e compagnie : Courage, on arrive
  - 12e compagnie : Formare et sustentare pugnam(Vaincre n’importe où n’importe qui n’importe quand) puis Mens agitat molem (L'esprit meut la masse)
  - 13e compagnie : En avant, confiance
- 3e régiment de chasseurs parachutistes : Qui ose vainc (Who dares wins) issu du 2e SAS le 3e est aujourd'hui dissous.
- 9e régiment de chasseurs parachutistes : Normandie droit devant ! (le 9e RCP est issu du 9e Régiment d'infanterie)
- 2e compagnie : La 2 au paquet
- 3e compagnie : Action victoire
- 11e compagnie : Qui ose vaincra
- 12e compagnie : Croire et agir
- 18e régiment de chasseurs parachutistes (RCP), issu du 18e Régiment d'infanterie : Brave 18e, devant toi l'ennemi ne tient pas

#### Tirailleurs

##### Tirailleurs français
- 1er régiment de tirailleurs : Premier toujours premier
  - 1re compagnie : Le premier partout (idem au 1er régiment de tirailleurs marocains)
  - 2e compagnie : Dieu avec nous, pour le drapeau et pour la France (idem au 2e régiment de tirailleurs algériens)
  - 3e compagnie : Jusqu’à la mort (idem au 3e régiment de tirailleurs algériens et au 7e régiment de dragons)
  - 4e compagnie : La victoire ou la mort (idem au 4e régiment de tirailleurs tunisiens)
  - 5e compagnie : Fier comme l'aigle, piquant comme le chardon, con comme la lune (idem au 21e régiment de tirailleurs algériens)
  - 13e compagnie (compagnie de réserve) : Les hirondelles de la mort (idem au 170e régiment d'infanterie de ligne)
  - Compagnie d'éclairage et d'appuis : Sans peur et sans faiblesse ou Sans peur et sans pitié (idem au 5e régiment de tirailleurs marocains)
  - Compagnie antichar : La victoire ou la mort (idem au 7e régiment de tirailleurs algériens)
  - Compagnie d'administration et de soutien : Qui s'y frotte s'y pique (idem au 21e régiment de tirailleurs algériens)
  - Compagnie de commandement et de logistique : Toujours le premier (idem au 1er régiment de tirailleurs algériens)

##### Tirailleurs algériens
- 1er régiment de tirailleurs algériens : Toujours le premier
- 2e régiment de tirailleurs algériens : Dieu avec nous, avec notre drapeau et avec la France
- 3e régiment de tirailleurs algériens : Jusqu’à la mort (حتى ا لموت) (idem à la 3e compagnie du 1er régiment de tirailleurs français et au 7e régiment de dragons)
- 5e régiment de tirailleurs algériens : Dieu est le plus grand
- 7e régiment de tirailleurs algériens : La victoire ou la mort (Al nasr aou l mout)
- 9e régiment de tirailleurs algériens : Le plus haut
- 11e régiment de tirailleurs algériens : Toujours content de son sort
- 13e régiment de tirailleurs algériens : Hirondelle de la mort
- 14e régiment de tirailleurs algériens : Rapide comme la gazelle, solide comme le roc
- 15e régiment de tirailleurs algériens : La victoire ou la mort
- 17e régiment de tirailleurs algériens : Le don de Dieu
- 21e régiment de tirailleurs algériens : Qui s'y frotte s'y pique
- 22e régiment de tirailleurs algériens : L'Orient et l'Occident
- 27e régiment de tirailleurs algériens : Sans peur et sans pitié
- 31e régiment de tirailleurs algériens : À ses griffes ont reconnaît le lion
- 33e régiment de tirailleurs algériens : Tant qu'il en restera un
- 205e bataillon de marche de tirailleurs algériens : Présent

##### Tirailleurs marocains
- 1er régiment de tirailleurs marocains : Le premier partout
- 2e régiment de tirailleurs marocains : Fais ce que tu dois
- 3e régiment de tirailleurs marocains : Fonçons et nous vaincrons
- 4e régiment de tirailleurs marocains : En avant avec joie
- 5e régiment de tirailleurs marocains : Sans peur et sans faiblesse, ou Sans peur et sans pitié (traduction exacte de لاخوف ولا حنان : Lakhaouf oula hanana)
- 6e régiment de tirailleurs marocains : Sans peur et sans repos (بدون خوف و بدون راحة)
- 8e régiment de tirailleurs marocains : Toujours en avant
- 9e régiment de tirailleurs marocains : Que Moulay Idriss nous protège et nous donne la victoire
- 10e régiment de tirailleurs marocains : Prêt à bondir
- 10e bataillon de tirailleurs marocains : On n'a rien à voir avec vous, nous continuons...

#### Tirailleurs sénégalais
- 10e régiment de tirailleurs sénégalais : Impavidum ferient bella (Courageusement ils frapperont dans les combats)
- 12e régiment de tirailleurs sénégalais : Tocci se gaousos (Touche si tu l'ose), idem au 12e régiment d'infanterie coloniale
- 24e régiment de tirailleurs sénégalais : Marche sempre mai moriem (Marchons toujours, nous ne mourons pas)

##### Tirailleurs tunisiens
- 4e régiment de tirailleurs tunisiens : Sous la garde d'Allah
- 8e régiment de tirailleurs tunisiens : Sans peur et toujours en avant
- 12e régiment de tirailleurs tunisiens : Dieu et la victoire
- 16e régiment de tirailleurs tunisiens : Toujours en éveil
- 20e régiment de tirailleurs tunisiens : La parole de Dieu
- 24e régiment de tirailleurs tunisiens : Sous la protection de Dieu
- 28e régiment de tirailleurs tunisiens : Plaise à Dieu
- 32e régiment de tirailleurs tunisiens : Je n'ai pas peur avec le régiment

#### Zouaves
- 1er régiment de zouaves : Premiers soldats du monde
- 2e régiment de zouaves : Magenta
- 3e régiment de zouaves : J'y suis, j'y reste
- 4e régiment de zouaves : Vous garde aussi
- 8e régiment de zouaves : Sans peur et sans reproche
- 9e régiment de zouaves : Chacals en Algérie et tigres à Verdun
- 11e régiment de zouaves : Œil pour œil, dent pour dent

#### Goums Mixtes Marocains
- 1er groupement de tabors marocains : Rira bien qui rira le dernier
- 8e tabor marocain en Extrême Orient : Je mords et passe partout

### Légion étrangère
- 4e demi-brigade de la Légion étrangère (4e D.B.L.E) : Velit
- 1er régiment étranger de cavalerie (1er R.E.C.) (Royal étranger) : Nec pluribus impar (Au-dessus de tous), identique à celle du 14e régiment d'infanterie légère)
  - Les brigadiers chefs du 1er régiment étranger de cavalerie : Honnête et fidèle
  - 4e peloton du 2e escadron du 1er régiment étranger de cavalerie : Jusqu'au bout, à tout prix !
- 2e régiment étranger de cavalerie (2e R.E.C.) : Pericula Ludus (Au danger mon plaisir)
- 1er régiment étranger de génie : 1) Parfois détruire, souvent construire, toujours servir avec honneur et fidélité, 2) Ad unum (Jusqu'au dernier)
  - 5e compagnie : Cum vertute
- 2e régiment étranger de génie : Rien n'empêche
- 6e régiment étranger de génie : Ad unum (Jusqu'au dernier)
- 1er régiment étranger d'infanterie
  - 1er bataillon de marche du 1er régiment étranger d'infanterie : Vindicta (Vengeance)
  - 4e bataillon et corps du 1er régiment étranger d'infanterie : Honneur, discipline
- 2e régiment étranger d'infanterie : Être prêt
  - 2e bataillon du 2e régiment étranger d'infanterie : Honneur et fidélité
  - Train blindé du 2e régiment étranger d'infanterie en E.O. : Aes triplex deo juvante (Triple airain, Dieu aidant)
  - Compagnie de discipline du 2e régiment étranger d'infanterie, E.O : Dura lex, sed lex (La Loi est dure, mais c'est la Loi)
- 3e régiment étranger d'infanterie : 1) France d'abord, 2) Legio patria nostra (La légion est notre patrie)
  - 3e compagnie du 3e régiment étranger d'infanterie : Legio patria nostra (La légion est notre patrie)
  - 6e compagnie du 3e régiment étranger d'infanterie : Avec le sourire
  - 7e compagnie du 3e régiment étranger d'infanterie : Isidore
  - 2e bataillon, 8e compagnie du 3e régiment étranger d'infanterie : Quo non ascendam (Où ne monterai-je pas)
  - C.C.S. (Compagnie de Commandement et de Soutien) du 3e régiment étranger d'infanterie : 1) Noël, 2) Selva
- 4e régiment étranger d'infanterie
  - 2e bataillon du 4e régiment étranger d'infanterie : Nul ne crains
- 5e régiment étranger d'infanterie
  - 1er bataillon du 5e régiment étranger d'infanterie : Primus inter pares (Premier entre ses égaux)
  - 3e bataillon du 5e régiment étranger d'infanterie : Ne crains rien
- 6e régiment étranger d'infanterie : Ad unum (Jusqu'au dernier)
- 12e régiment étranger d'infanterie : Honneur, fidélité, valeur, discipline
- Régiment de marche de la légion étrangère (R.M.L.E) : France d'abord
- 1er régiment de marche des volontaires étrangers, devenu le 21e régiment de marche de volontaires étrangers (21e R.M.V.E) : Servir
- 2e régiment étranger de parachutistes : More majorum (À la manière des anciens)
- 13e demi-brigade de Légion étrangère : More majorum (À la manière des anciens)
  - C.C.A.S de la 13e Demi-Brigade de légion étrangère : More majorum
  - Opération ORYX de la 13e Demi-Brigade de légion étrangère : Restore hope
  - 3e compagnie de la 13e Demi-Brigade de légion étrangère : 1) More majorum, 2) Dur et pur
- Détachement de Légion étrangère de Mayotte (D.L.E.M.) : Pericula ludus (Au danger mon plaisir)
  - E.C.S du détachement de légion étrangère de Mayotte : Avec le sourire
- Peloton d’Équipement Mécanique : Legio patria nostra (La légion est notre patrie)
- 40e compagnie de camions bennes
  - Section bateaux pliants : Ad ultimum (Jusqu'au dernier)
- 65e compagnie de réparation automobile : Legio patria nostra (La légion est notre patrie)

### Matériel
- Commandement de la maintenance des forces terrestres : Armer et soutenir
- Service de la maintenance industrielle terrestre (SMITer) : Anticiper pour agir
- 1er régiment du matériel et Centre de formation initiale des militaires du rang du matériel : Premier exige
- 2e régiment du matériel : Second de personne
- 3e régiment du matériel : Savoir faire
- 4e régiment du matériel : Servir sans subir
- 5e régiment du matériel : Res non verba (Des actes et non des paroles)
- 6e régiment du matériel : Seu pacem seu bella gero (Je sers dans la paix aussi bien que dans les guerres)
  - 3e compagnie de maintenance mobilité (CMM) du 6e régiment du matériel : Par le fer et par le feu, s'adapte et vainc !
- 7e régiment du matériel : Soutenir au plus haut
- 8e régiment du matériel : Perfas et nefas (Par toutes les voies et par tous les moyens)
- 5e base de soutien du matériel : Sousteni senso fali (Servir sans faillir)
- 13e base de soutien du matériel : Toujours présent !
- 14e base de soutien du matériel : Fortiores una (Plus fort ensemble)
- Section technique de l'Armée de terre (STAT) : Être exact
- École du train et de la logistique opérationnelle : Par l'exemple, le cœur et la raison

### Train
- CFIM de Montlhéry[Quoi ?] : On ne naît pas soldat on le devient
- 1re base de soutien au commandement : Premier partout, toujours
- 1er régiment du train : Premier oblige
- 1er régiment du train parachutiste : Par le ciel, partout, pour tous
- 2e base de soutien au commandement : Jamais second
- 2e régiment de commandement et de soutien : Jamais second
- 3e base de soutien au commandement : Toujours partout
- 3e compagnie hippomobile : Lentement mais sûrement
- 4e R.H. commandement et manœuvre : ... vincere (?)
- 6e régiment de commandement et de soutien : Souvent la peine, toujours l'honneur
- 7e centre régional d’instruction organisation du train : Être ardent
- 7e escadron de circulation et transport, 7e R.P.C.S : Au-delà du possible
- 7e bataillon du train : Tous soutiens, personne ne craint
- 9 - 9 groupe de transport du Matériel : De tout cœur
- 15e bataillon du train : Fierté et solidarité
- 21e régiment du train : Sourire, efficacité
- 34e escadron du train : Toujours prêts
- 50e compagnie de quartier général de la 1re DFL : De Bir-Hackeim au Rhin
- 54e compagnie de quartier général : Bien et fidèlement servir
- 101e compagnie de quartier général : Fidélité
- 120e régiment du train : Vires acquirit eundo (Plus agir pour mieux servir)
- 121e régiment du train : Transporte et combat
- 361e groupe de transport : Ils roulent partout
- 403e B.S.L[Quoi ?], CROATIE PLESO, compagnie de ravitaillement : Res non verba
- 409e bataillon de commandement et services : Je parviendrai
- 411e bataillon de commandement et services : Droit dessus
- 411e compagnie de quartier général, XIe B.M : Droit dessus
- 413e bataillon de commandement et services : Soutiendra
- 420e D.S.L[Quoi ?]
  - Compagnie de Transport : Latcheren point
- 503e régiment du train : Labor omnia vincit (Le travail vient à bout de tout)
- 511e régiment du train : Passe toujours
  - Escadron de Transport de Réserve (ex. ET6) : Renforcer pour durer
  - 2e escadron : Semper fidelis
- 512e régiment du train : Droit au but
- 515e régiment du train : Élégance et rapidité
  - Escadron de circulation routière : avant 2007 : Servir et non se servir ; après 2007 : Faire face
- 516e régiment du train (516e Groupe de Transport, Asie Afrique) : Servir
  - 1er escadron de transport de blindés du 516e régiment du train : Porter la foudre
  - 2e escadron du 516e régiment du train, I.F.O.R, E.C. PLOCE : Servir toujours tout droit
  - 101e escadron porte chars du 516e régiment du train : Porter la foudre
- 517e régiment du train : Solide et sûr
- 519e régiment du train : Adroit et rigoureux sur terre comme sur mer
- 524e groupe de transport : Servir gaiement
- 526e bataillon du train : Mieux faire pour mieux servir
- 533e groupe de transport : Toujours prêt
- 537e groupe de transport : Toujours prêt
- 601e régiment de circulation routière : Toujours tout droit
- 601e régiment circulation routière, SFOR, D.M.N.S.E., R.C.S. 2000, 10e Mandat : Ultimus ros
- 602e régiment circulation routière : Fonce devant, fais ce que dois
- •3e escadron de circulation : Semper Fidelis
- 610e groupement de transport du CAT[Quoi ?] : Soutenir et instruire
- 622e régiment de circulation routière : Maintenir

#### Régiments de commandement et de soutien
- Groupement de transit et d'administration des personnels isolés : Des soldats pour des soldats
- 2e régiment de commandement et de soutien : Jamais second
- 3e régiment de commandement et de soutien : Partout et toujours
- 5e régiment de commandement et de soutien : Fierté et solidarité ou Sans crainte, sans plainte ?
- 6e régiment de commandement et de soutien : Souvent la peine, toujours l'honneur
  - Compagnie Transmissions Divisionnaire du 6e régiment de commandement et de soutien : Toujours plus
  - 11e escadron d’instruction : Mens agitat molem
  - 3e escadron/compagnie de déploiement et de protection : Premiers arrivés, derniers partis !
- 7e régiment de commandement et de soutien :
  - Compagnie de Transmissions : Efficacité et bonne humeur
- 9e régiment de commandement et de soutien : Je parviendrai
- 10e régiment de commandement et de soutien : Sur toutes les routes, par tous les temps
  - 11e escadron d’instruction : Instruire, soutenir
- 15e régiment de commandement et de soutien : Fierté et solidarité
- Bataillon de commandement et de soutien de la Brigade franco-allemande : Acta non verba
- 42e bataillon de commandement et de soutien : Tous ensemble, dans la même direction

### Transmissions
Transmissions : L'arme qui unit les armes

#### Unités dissoutes
- Administration Centrale des Transmissions : Par Saint Gabriel, vivent les transmissions !
- 71e compagnie radio de la 1re division d'infanterie coloniale : Fidèle au poste
- 42e régiment de transmissions : Il faut le faire
- 45e régiment de transmissions : Croire et vouloir
  - 12e compagnie du 45e régiment de transmissions : S'instruire n'est pas déraison
- 51e régiment de transmissions : Fier d'y servir
- 57e régiment de transmissions : Fier car efficace
- 58e régiment de transmissions : Sicut leones (Soyons des lions)
- 178e compagnie de transmissions de la 15e division d'infanterie : Toujours là

#### Transmissions d'infrastructure
- 8e régiment de transmissions : Tu es l'ancien, sois le meilleur
  - 4e compagnie du 8e régiment de transmissions : Nihil obstat (Rien ne s'y oppose)
- 40e régiment de transmissions : Qui me regarde s'incline
- 43e bataillon de transmissions : Soutenir sans faillir

#### Compagnies de commandement et de transmissions (CCT)
Anciennement dénommées compagnies de transmissions divisionnaires (CTD) avant la dissolution de la structure divisionnaire de l'Armée de terre.
- 1re compagnie de commandement et de transmissions :
- 2e compagnie de commandement et de transmissions :
- 3e compagnie de commandement et de transmissions :
- 4e compagnie de commandement et de transmissions : Souviens toi d'oser toujours
- 6e compagnie de commandement et de transmissions : Toujours plus
- 7e compagnie de commandement et de transmissions : Application et bonne humeur
- 9e compagnie de commandement et de transmissions (Troupes de Marine) : Semper et ubique
- 11e compagnie de commandement et de transmissions (Parachutiste) : Commander, lutter, transmettre
- 27e compagnie de commandement et de transmissions (de montagne) : Toujours la plus haute

#### Régiments de Transmissions et d'Appui au Commandement (BTAC)
- 18e régiment de transmissions (dissout en 2010) : Ardent et généreux
- 28e régiment de transmissions : Agir vite et bien
  - 1re compagnie du 28e régiment de transmissions : Res non verba (Des réalités, non des mots)
  - 2e compagnie du 28e régiment de transmissions : Un seul chemin
  - 3e compagnie du 28e régiment de transmissions : Ne renonce jamais
  - 4e compagnie du 28e régiment de transmissions : Nihil obstat (Rien ne s'y oppose)
  - 5e compagnie du 28e régiment de transmissions : Toujours et partout
  - 7e compagnie du 28e régiment de transmissions : Virtus et fides (Courage et fidélité)
  - 10e compagnie de réserve du 28e régiment de transmissions : Agir, unir, servir
  - C.C.L.[Quoi ?] du 28e régiment de transmissions : Arte et labor
- 40e régiment de transmissions : Qui me regarde s'incline
- 41e régiment de transmissions : Par-delà les terres et l'océan
  - 3e compagnie du 41e régiment de transmissions : Toujours prête à servir
  - 5e compagnie du 41e régiment de transmissions : Sic itur ad astra (C’est ainsi que l’on s’élève vers les étoiles)
  - C.C.S[Quoi ?] du 41e régiment de transmissions : Une pour tous
- 42e régiment de transmissions (dissout en 2011) : Il faut le faire
  - 1re compagnie du 42e régiment de transmissions : Rien n'empêche
  - Compagnie de base et d'instruction du 42e régiment de transmissions :  Percuter et rebondir
- 48e régiment de transmissions : Religare et uniret sic (Relier et ainsi unir)
  - C.C.L. du 48e régiment de transmissions : Semper Unir
- 53e régiment de transmissions : Foudre dans l'azur
  - C.C.L. du 53e régiment de transmissions : La force est dans la meute
  - 1re compagnie du 53e régiment de transmissions : Au plus loin
  - 2e compagnie du 53e régiment de transmissions : Vae victis
  - 3e compagnie du 53e régiment de transmissions : Faire face
  - 4e compagnie du 53e régiment de transmissions : Avec nous partout et occasionnellement Trom xua snoc anagramme de "mort aux cons"
  - 5e compagnie du 53e régiment de transmissions : Une place pour chacun, chacun sa place
  - 6e compagnie du 53e régiment de transmissions : Au contact
  - 10e compagnie de réserve du 53e régiment de transmissions : 1) Il grogne et combat 2) Par Toutatis, servir la 10 !

#### Unités de Guerre Électronique et de Renseignement (BRENS)
- 785e compagnie de guerre électronique : Oderint, dum metuant (Qu'ils me haïssent, pourvu qu'ils me craignent)
- 44e régiment de transmissions : Nihil nisi silentium timet (Rien ne craint que le silence)
- 54e régiment de transmissions : Nihil affirmat quod non probet (Il n'affirme rien qu'il ne prouve)
  - 1re compagnie du 54e régiment de transmissions : Semper paratus
  - 2e compagnie du 54e régiment de transmissions : Parfois aigle, toujours lion
  - 6e compagnie du 54e régiment de transmissions : Traque dans l'action

### Troupes de marine: "Et au Nom de Dieu, vive la Coloniale"
En 1958, tous les régiments "coloniaux" sont redevenus "de marine" à l'exception du RICM qui tint à garder ses initiales et du RMT.

#### Artillerie de marine
- 1er régiment d'artillerie de marine : Alter post fulmina terror (L'autre terreur après la foudre)
- 3e régiment d'artillerie de marine (3e R.A.MA) : À l’affût toujours, jamais ne renonce
  - 3e Batterie du 3e régiment d'artillerie de marine, G.F.T.R, Bosnie 2002 : Ultima ratio tribuni
  - Batterie de Renseignement de Brigade du 3e RAMa: Etiamsi tacitus, nanciscemur (Même dissimulé, nous trouverons)
- 11e régiment d'artillerie de marine : Alter post fulmina terror
  - 3e batterie : Ignes imperant (Ils commandent les feux) ou Ad astra (Jusqu'aux cieux) ?

#### Blindés de marine
- 9e brigade d'infanterie de marine : Semper et ubique (Toujours et partout)

#### Infanterie de marine
- Régiment de marche du Tchad (RMT) : Le régiment du serment
- Régiment d'infanterie-chars de marine (RICM) : Recedit immortalis certamine magno (Il revint immortel de la grande bataille)
- 1er régiment d'infanterie de marine : Ils ne savent où le destin les mènent, seule la mort les arrête
- 2e régiment d'infanterie de marine : Fidélité et honneur sur terre et sur mer (Fidelitate et honore, terra et mare)
- 3e régiment d'infanterie de marine : Debout les morts (idem que 95e régiment d'infanterie de ligne)
  - 7e compagnie (réserve) : A rei, a skei, atao (Donner, frapper toujours)
- 4e régiment d'infanterie de marine : J'y suis, j'y reste
- 7e régiment d'infanterie de marine : Là où le père a passé, le fils passera
- 8e régiment d'infanterie de marine :
  - 2e compagnie : Trom xua snoc, anagramme de Mort aux cons
- 9e régiment d'infanterie de marine : Marsouins toujours
- 21e régiment d'infanterie de marine : Croche et tient
- 6e bataillon d'infanterie de marine : Souples et félins
- 22e bataillon d'infanterie de marine: À force d'espoir et d'audace
- 23e bataillon d'infanterie de marine : Fier et fort, grogne et mord
- 41e bataillon d'infanterie de marine : En avant, ensemble
- 43e bataillon d'infanterie de marine : En avant, ensemble
- 72e bataillon d'infanterie de marine : Tocosi se saousos (Touches, si tu l'oses)
- 5e régiment interarmes d'outre-mer : Fier et fort
  - 1er compagnie - infanterie : Nul ne craint
  - 2e batterie - artillerie sol-air : Très loin devant
  - 6e batterie - artillerie sol-sol : La foudre du 5
- 57e régiment interarmes d'outre-mer : Fier et fort

#### Parachutistes d'infanterie de marine
- 1er régiment de parachutistes d'infanterie de marine : Qui ose gagne (même devise que le SAS britannique : Who dares wins)
- 2e régiment de parachutistes d'infanterie de marine : Qui ose gagne (jusqu'au 5 juillet 1962) et depuis : Ne pas subir
- 3e régiment de parachutistes d'infanterie de marine : Être et durer
  - 1re compagnie : Discret et efficace
- 6e régiment de parachutistes d'infanterie de marine : Croire et oser
- 7e régiment de parachutistes d'infanterie de marine : Au paquet
- 8e régiment de parachutistes d'infanterie de marine : Volontaire

## Armée de l'air

### Écoles de l'armée de l'air
- École de l'air : Faire face
- École d'enseignement technique de l'Armée de l'air (EETAA 722) : Honneur, Travail, Discipline
- École des pupilles de l'air à Grenoble : À plus noble plus haut
- École de formation des sous-officiers de l'armée de l'air : S'armer pour le futur
- (Ancienne) École de formation initiale des sous-officiers de l'armée de l'air à Nîmes : S'élever pour vaincre
- (Ancienne) École de formation des officiers de réserve (EOR) : Vincunt evocati (La réserve vaincra)

### Bases Aériennes
- BA 117 Paris : Fluctuat Nec Mergitur (Il flotte mais ne sombre pas), même devise que la ville de Paris
- BA 721 Rochefort : S'armer pour le futur
- BA 726 Nîmes-Courbessac : S'élever pour vaincre (base aérienne dissoute en 1996)

### Escadrons de Chasse: "A la Chasse, Bordel"
- EC 1/3 Navarre :
  - SPA 62 : Unguibus et Rostro (Du bec et des ongles)
- EC 1/5 Vendée : Utrique Fidelis (Fidèle à l'un et à l'autre)
- EC 1/7 Provence : Sans peur et sans reproche
- EC 1/12 Cambrésis :
  - escadrille SPA 162 Tigres : Hard to be humble
- RC 2/30 Normandie Niemen : Ne pas subir
- EC 3/3 Ardennes : Ne recule ni ne dévie
- EC 3/4 Limousin : On y est bien...
- EC 3/11 Corse : Res non verba

### Escadrons de Transport
- Centre d'instruction des équipages de transport (CIET) 00.340 : Instruire le plus grand nombre au bénéfice de tous et Dur mais juste
- Escadron de transport 03.061 Poitou : À l'aise partout

### Escadrons de Protection
- Fusiliers-commandos (FUSCO) de l'Armée de l'air française et Commandement des forces de protection et de sécurité de l'Armée de l'air : Sicut aquila (Tel l'aigle)
- Escadron de formation des commandos de l'air 08.566 : Discere ad tegendum (Instruire pour protéger)

### Escadrons de défense sol-air
- EDSA 13.950 Somme : Omnes vulnerant (reprise de la devise du 53e groupe d'artillerie de l'air en 1943 en AFN)

### Escadrille aérosanitaire
- Escadrille aérosanitaire 6/560 (Base aérienne 107 Vélizy-Villacoublay) : Étampes

## Marine nationale
- Marine française : Honneur, Patrie, Valeur, Discipline

Selon Christelle Haar, officier de communication de la préfecture maritime de Cherbourg, en 2010, « La genèse de l'apparition de ces plaques [qui sont sur chaque navire] sépare en deux « Honneur - Patrie » et « Valeur - Discipline ». « Honneur, patrie » est la devise de la Légion d'honneur et du Drapeau national sous l'Empire, elle a été reprise à partir de 1830 par la Marine nationale. La devise « Valeur, Discipline », est présente sur les drapeaux de l'Empire, en 1812, avant d'être reprise sur le drapeau de la Seconde République (1848-1851), puis en 1852 sur la Médaille militaire. Si la date à laquelle cette devise vient honorer les bâtiments de la Marine est assez floue, l'hypothèse du Second Empire est plus certaine ».

### Écoles navales
- École navale : Pour la France, par les mers, nous combattons et surtout la devise de la Marine nationale.
- École des officiers du commissariat de la marine : Honneur, Patrie, Valeur, Discipline (devise de la Marine nationale).
- École de Maistrance : Honneur, Patrie, Valeur, Discipline (devise de la Marine nationale).
- École de santé navale : Mari transve mare, hominibus semper prodesse (Sur mer et au-delà des mers, toujours au service des hommes).
- École des Mousses : Mousse sois toujours vaillant, loyal.
- Fusiliers marins (commando) : On ne se rendra jamais.

### Bases
- BAN Saint-Mandrier (1940-1944) : Amor addidit

### Flotte
- Aviso Second-Maître Le Bihan : Potius mori quam fœdari (Plutôt la mort que la souillure, qui peut également se traduire par Plutôt mourir que se salir)
- Aviso Jean Moulin : Pour que la patrie renaisse
- Aviso Lieutenant de vaisseau Lavallée : Aperit et nemo claudit
- Patrouilleur La Moqueuse : Sourire et vaincre
- Aviso-escorteur Balny : Ex Oriente Lux (La lumière vient de l'Orient)
- Bâtiment atelier polyvalent Jules Verne : Supporter pour vaincre
- La Grandière : Virtute et Unguibus Potens (C'est la bravoure et la ténacité qui fondent mon pouvoir)
- Chasseur de mines L'Aigle : Nil fulmina terrent (Ils ne craignent pas la foudre)
- Croiseur Colbert : Perite et recte (Avec habileté et droiture)
- Escorteur d'escadre Kersaint : Et abundantia in turribus tois
- Frégate Latouche-Tréville : Semper veridis
- Frégate Primauguet : War vor ha war zouar (Sur mer et sur terre, en breton)
- Frégate ASM Jean de Vienne : À bien Vienne tout
- Frégate ASM Dupleix : S'ils te mordent morlaix
- Frégate Guépratte : Cracheur de feu
- BPC Dixmude : Sacrifiez vous, tenez !
- Frégate anti-aérienne Cassard : Qu'importe la tempête, le Cassard tient tête
- Flottille amphibie : Au-delà de la porte et plus loin que la plage

### Commandos marine
- Commandos marine : Tue et prends la voile; United we conquer
- Commando de Montfort: La mort que la souillure
- Commando Cobra : Accroche-toi
- Commando Georges : Chasser la misère
- Commando Guillaume : Observe et frappe
- Commando Ponchardier SAS-B : À la vie, à la mort
- Commando Hubert : Sortis du ventre de la nuit, ils sont porteurs des foudres de Neptune

### Aéronautique navale
- Flottille 1B : Quand je trouve, je pique
- Flottille 23F : Quand je trouve, je pique
- Flottille 28F : À belles dents !
- Flottille 33F : Sourire et vaincre
- Flottille 35F : Secourir sans faillir
- Escadrille 22S : Transve mare, docere et vincere (De par la mer, instruire et vaincre)

## Gendarmerie nationale
- Gendarmerie nationale : Pour la patrie, l'honneur et le droit (devise générale du corps) ; Notre engagement, votre sécurité et Gendarmerie, une force humaine
- Garde républicaine : La garde meurt mais ne se rend pas (basée sur une citation apocryphe de Cambronne)
- Groupement blindé de gendarmerie mobile : Parfois brutal, toujours loyal
- Groupe d'intervention de la gendarmerie nationale : Jusqu'en 2014 : Sauver des vies au mépris de la sienne Depuis 2014 : S'engager pour la vie
- Escadron 20/1 de gendarmerie mobile de Rosny-Sous-Bois : Ex nihilo (Parti de rien)

- Escadron 42/2 de gendarmerie mobile de Guéret : Bien faire et laisser braire

- Escadron 13/3 de gendarmerie mobile de Pontivy : Tud kaled tud a galon (Des hommes durs mais des hommes de cœur)
- Escadron 42/3 de gendarmerie mobile de Lucé : Defectus non option esg (L'échec n'est pas une option)

- Escadron 11/6 de gendarmerie mobile de Marseille : Marcher droit
- Escadron 12/6 de gendarmerie mobile de Lodève : En irem (En avant)
- Escadron 16/6 de gendarmerie mobile de Orange : Je maintiendrai (devise de Guillaume de Nassau dit "Guillaume d'Orange", fondateur de la maison d'Orange-Nassau et des Pays-Bas)
- Escadron 21/6 de gendarmerie mobile de Hyères : Jamais content
- Escadron 23/6 de gendarmerie mobile de Grasse : Toujours battant, jamais battu

- Escadron 11/7 de gendarmerie mobile de Verdun : On ne passe pas
- Escadron 12/7 de gendarmerie mobile de Saint-Mihiel : Tout droit !
- Escadron 15/7 de gendarmerie mobile de Sarreguemines : Et Vigil Et Pugnax (Vigilant et acharné/combatif)
- Escadron 23/7 de gendarmerie mobile de Sélestat : Toujours fier mais sans faiblir
- Escadron 43/7 de gendarmerie mobile de Decize : Non transibitis (Ne laisse rien passer)
- Escadron 45/7 de gendarmerie mobile de Auxerre : Partout protège

- Escadron 19/9 de gendarmerie mobile de Noyon : Ultima ratio sed primus paratus (Le dernier rempart mais les premiers prêts)
- Écoles : voir Écoles militaires ci-dessous

## Services interarmées

### Munitions
- 753e groupement de munitions : Acta non verba (mot à mot : La pièce n'est pas dite, le sens est en fait: Le cours de la bataille n'est pas écrit à l'avance)

### Renseignement: "Par Saint-Raphaël, vive le renseignement!"
- Le Centre parachutiste d'instruction spécialisée aurait pour devise Nul ne verra, nul ne saura[7].

### Service de santé des armées: "Votre vie, notre combat"
- Service et École du service de santé des Armées de Bordeaux : Mari transve mare, hominibus semper prodesse (Sur mer et au-delà des mers, toujours au service de l'Homme) (fermée en 2011)
- Service et École du service de santé des Armées de Lyon-Bron : Pro patria et humanitate (Pour la Patrie et l'humanité) (fermée en 2011)
- École de santé des armées de Lyon-Bron : Pro patria et humanitaté, Mari transve mare, semper prodesse (Pour la patrie et l'Humanité, Sur mer et au-delà des mers, toujours au service de l'Homme)
- Hôpital mobile de campagne : - 810e HMC (Moselle et Ain): Pro patria et humanitate (Pour la Patrie et l'humanité) (dissout)
- Hôpital mobile de campagne : - 812e HMC (Nord-Pas de Calais): La vie est notre combat (dissout en 2010)
- 1er régiment médical : Partout pour tous (dissout en 2011)
- Hôpital Mobile de Campagne : - 815e HMC Ubique curare qui omnibus serviunt. (Soigner ceux qui servent en tout lieu)
- 3e régiment médical : Au combat pour sauver (dissout en 2011)
- régiment médical : Servire pro Salvare (Servir pour sauver)

### Service du commissariat des armées
- Groupement de soutien de la base de défense d'Istres - Orange - Salon-de-Provence : Servir
- Groupement de soutien de la base de défense de Strasbourg - Haguenau - Colmar : Eos Curamus (Nous les soutenons)
- Groupement de soutien de la base des forces françaises stationnées aux Émirats arabes unis : Soutenir ensemble

### Service des essences des armées
- Base pétrolière interarmées (BPIA) de Chalon-sur-Saône : S'instruire et Servir

### SIMMAD
- Structure intégrée du maintien en condition opérationnelle des matériels aéronautiques du ministère de la Défense (SIMMAD) : Pour qu'ils volent (cette structure n’existe plus depuis 2018)

## Écoles militaires
- Centre national d'entraînement commando : En pointe toujours (devise du 30e Bataillon de chasseurs à pied, dont provenaient une partie des cadres)
- Centre d'entraînement commando no 2 : Chacals en Algérie, Tigres à Verdun (devise du 9e Régiment de zouaves, unité de tradition du centre)
- École des pupilles de l’air de Grenoble-Montbonnot : À plus noble plus haut
- École d’application des transmissions, Cesson-Sévigné (campus de Beaulieu) : Par la foudre et l'épée
- École de l'air, Salon-de-Provence (Base aérienne 701) : Faire face
- École de perfectionnement des officiers : Il faut le faire
- École de perfectionnement des sous-officiers de réserve : Toujours servir
- École de plongée de l’armée de terre : Nager, accélérer, jaillir, courir
- Académie militaire de la Gendarmerie nationale : Apprendre et s'élever pour servir et commander ou Des chefs pour votre sécurité (devise du corps)
- École de gendarmerie de Châteaulin / École de gendarmerie de Fontainebleau / École de la gendarmerie nationale de Rochefort / École de gendarmerie de Tulle : Pour la Patrie, l'honneur et le droit, devise de la Gendarmerie nationale
- École de gendarmerie de Chaumont : Première Oblige
- École de gendarmerie de Dijon : Se former pour servir
- École de gendarmerie de Montluçon : Nec pluribus impar
- École d'état-major : Duci et militi (Pour le chef et le soldat)
- École du personnel paramédical des armées : Usque ad summum (Au plus haut)
- École du service de santé des armées de Bordeaux : Mari transve mare, hominibus semper prodesse (Sur mer et au-delà des mers, toujours au service de l'Homme)
- École du service de santé des armées de Lyon-Bron : Pro patria et humanitate (Pour la patrie et l'humanité)
- École du train et de la logistique opérationnelle : Par l'exemple, le cœur et la raison
- École militaire de haute montagne : Tot dret (Tout droit)
- École militaire de Strasbourg : S'élever par l'effort. Idem à l'École nationale des sous-officiers d'active de Saint-Maixent;
- École militaire de Sorèze : Religioni, scientiis, artibus, armis
- École militaire des aspirants de Coëtquidan : L'audace de servir
- École militaire d'infanterie et de chars de combat : Le travail pour loi, l'honneur comme guide
- École militaire du corps technique et administratif : Arma victoriae facit (Elle forge les armes de la victoire)
- École militaire interarmes : Le travail pour loi, l'honneur comme guide (reprise de la devise de l'EMICC dissoute)
- École militaire préparatoire technique, Bourges : Instruit, droit, adroit
- École militaire supérieure d'administration et de management : Omni hominem (Tout pour l'Homme)
- École nationale d'équitation (Cadre noir) : Le cheval calme, en avant et droit
- École nationale des sous-officiers d'active, Saint-Maixent : S'élever par l'effort. Idem à l'École militaire de Strasbourg.
- École nationale technique des sous-officiers d'active : Exemple et rigueur
- École des sous-officiers d'active des transmissions : Les yeux tournés vers l'avenir
- École navale : Pour la France, par les mers, nous combattons
  - Jusqu'en 2021 : Parere antequam prodesse (Obéir avant de commander)
- École polytechnique : Pour la Patrie, les sciences et la gloire
- École spéciale militaire de Saint-Cyr : Ils s'instruisent pour vaincre
- École supérieure de guerre : Si vis pacem para bellum (Si tu veux la paix, prépare la guerre)
- École supérieure des officiers de réserve spécialistes d'état-major : Ils s'instruisent pour mieux servir et Duci et militi (Pour le chef et le soldat)
- École supérieure et d'application des transmissions : Instruire, soutenir
- École supérieure et d'application du matériel : Bien apprendre pour mieux servir
- Lycée militaire d'Aix-en-Provence : Bien s'instruire pour mieux servir
- Lycée de la défense d'Autun : Pour la Patrie, toujours présents
- Lycée de la défense de Saint-Cyr : Plutôt mourir
- Lycée militaire Naval : Savoir pour vaincre
- Prytanée national militaire : Noblesse oblige, bahut aussi
- École des commissaires des armées : Former pour transformer

## Devises personnelles de militaires
- Général Marcel Bigeard (1916 - 2010) : Croire et oser
- Maréchal Bugeaud (1784 - 1849) : Ense et aratro (Par l'épée et par la charrue)
- Marie Marvingt (1875 - 1963) : Savoir vouloir c'est pouvoir

## Devises diverses
- Ligne Maginot : 1) On ne passe pas c'est la devise du 151 RI dissous en 1997 2) Nous vaincrons
- Secteur fortifié des Ardennes : Tiens ferme